# زمین‌خزک‌ها
زمین‌خزک‌ها (نام علمی: Tarphonomus) سرده‌ای از پرندگان از تیرهٔ تنورمرغان (Furnariidae) است. آنها در زیستگاه‌های بوته‌ای در جنوب مرکزی آمریکای جنوبی یافت می‌شوند. آنها در گذشته در سردهٔ Upucerthia جای داشتند. این سرده دارای گونه‌های زیر است:
| تصویر | نام علمی                | نام رایج       | پراکندگی                    |
| ----- | ----------------------- | -------------- | --------------------------- |
|       | Tarphonomus harterti    | زمین‌خزک بولیوی | بولیوی                      |
|       | Tarphonomus certhioides | زمین‌خزک چاکو   | آرژانتین، بولیوی و پاراگوئه |